# Jumbo Tsuruta
Tomomi "Tommy" Tsuruta (鶴田 友美 Tsuruta Tomomi?,  25 de marzo de 1951 – 13 de mayo de 2000), más conocido por su nombre en el ring; Jumbo Tsuruta (ジャンボ鶴田 Janbotsuruta?), fue un luchador profesional japonés que luchó para All Japan Pro Wrestling (AJPW) durante la mayor parte de su carrera, y es bien conocido por ser el primer Campeón de Peso Pesado de la Triple Corona, habiendo ganado el Campeonato de Peso Pesado de la PWF, el Campeonato Nacional Unido de la NWA y el Campeonato Internacional de Peso Pesado de la NWA, y unificando los tres títulos.

## Primeros años de vida
Tsuruta participó en muchos deportes , como natación , baloncesto y sumo , mientras asistía a la escuela secundaria superior Hikawa en Yamanashi-shi, prefectura de Yamanashi.

## Carrera de lucha libre amateur
Mientras estaba en la Universidad de Chuo , comenzó una carrera de lucha libre amateur . Ganó el Campeonato de Lucha Libre Amateur de Japón en estilo libre y grecorromano como peso superpesado (en aquel momento, una categoría ilimitada para aquellos que pesaban más de 100 kilogramos) en los años 1971 y 1972.
También compitió en los Juegos Olímpicos de Verano de 1972 en Munich. Terminó el torneo grecorromano sin victorias.

## Carrera de lucha libre profesional
Explorado por el promotor de AJPW, Giant Baba, fue enviado a la promoción local de Amarillo, Texas, en los EE. UU. para entrenar como profesional con Dory Funk Jr. conocido como "Tommy Tsuruta", trabajó en varios territorios importantes de la NWA, incluidos Detroit, St. Louis y Florida, así como el oeste de Texas. Fue uno de los primeros luchadores japoneses en ser aplaudido por una multitud estadounidense, debido a su ardua ética de trabajo y capacidad de lucha. El nombre "Jumbo" le fue dado por un concurso de fans en Japón para reemplazar su nombre de pila, que se consideraba demasiado femenino. Derrotó a Nick Bockwinkel el 23 de febrero de 1984 para ganar el Campeonato Mundial Peso Pesado AWA en Tokio , Japón. Perdería el título ante Rick Martel el 13 de mayo de 1984, en St. Paul, Minnesota . Tsuruta y Yoshiaki Yatsu se convirtieron en los primeros campeones mundiales en parejas el 10 de junio de 1988.
Durante sus 26 años de carrera, peleó en 3.329 partidos. Algunos de sus oponentes más notables incluyen a Stan Hansen, Billy Robinson, The Destroyer, Bruiser Brody, Genichiro Tenryu , Abdullah the Butcher, Terry Funk, Dory Funk Jr., Mitsuharu Misawa, Harley Race, Verne Gagne, Rick Martel, Riki Choshu, Jack Brisco, Ric Flair y Nick Bockwinkel. Tsuruta fue el primer campeón de peso pesado de la Triple Corona (unificando los títulos de la Pacific Wrestling Federation, NWA United National y NWA International Heavyweight), derrotando a Stan Hansen el 18 de abril de 1989 en Tokio.
En 1992, completó la gira de octubre "Giant Series" antes de desaparecer de la compañía durante casi un año debido a la hepatitis C. Durante el resto de su carrera, participó principalmente en combates cómicos (es decir, de exhibición) por equipos de seis hombres; Frecuentemente formó equipo con Baba y su viejo rival Rusher Kimura en partidos contra equipos que incluían a Masanobu Fuchi , Haruka Eigen y otros veteranos. El último combate de Tsuruta fue el 11 de septiembre de 1998 en un combate de seis hombres. Anunció su retiro el 20 de febrero de 1999 y celebró una ceremonia el 6 de marzo de 1999.

## Post-jubilación y muerte
Cuatro días después del retiro de Tsuruta, este se mudó con su familia a Estados Unidos para ser investigador visitante en la Universidad de Portland en Oregon. Tsuruta tenía una licenciatura en ciencias políticas y obtuvo una maestría en entrenamiento en 1997, para luego convertirse en instructor a tiempo parcial en entrenamiento físico en su antigua universidad.
Sin embargo, su salud se deterioró, ya que le habían diagnosticado hepatitis B, que finalmente se convirtió en cáncer de hígado y cirrosis hepática, y a finales de año estaba de regreso en Japón. Debido a las estrictas leyes sobre la donación de órganos en Japón, lo que significa que sólo los familiares con tipos de sangre compatibles pueden donar, Tsuruta tuvo que intentar encontrar un donante en otro lugar. En abril de 2000 partió hacia Australia en busca de un donante de hígado y dos meses después se encontró un donante en Manila, Filipinas. Tsuruta se sometió a una cirugía el 13 de mayo, pero durante el trasplante de hígado comenzó a sangrar incontrolablemente y murió ese mismo día en el Instituto Nacional de Trasplantes y Riñones en Quezon City, Filipinas, 
por complicacionesdla operación do a la edad de 49 años.

## Campeonatos y logros
- All Japan Pro Wrestling

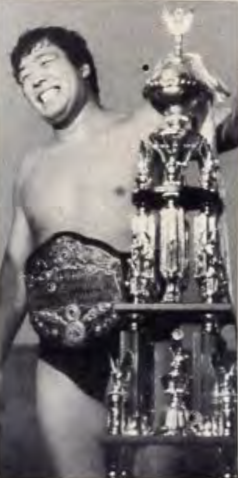
Tsuruta después de ganar el Campeonato Mundial Peso Pesado de AWA, cerca de 1984.

  - NWA International Heavyweight Championship (3 veces)
  - NWA International Tag Team Championship (9 veces) – Giant Baba (6), Genichiro Tenryu (2), & Yoshiaki Yatsu (1)
  - NWA United National Championship (5 veces)
  - PWF World Heavyweight Championship (1 vez)
  - PWF World Tag Team Championship (2 veces) – Tiger Mask II (1) & Yoshiaki Yatsu (1)
  - Triple Crown Heavyweight Championship (3 veces)
  - World Tag Team Championship (7 veces) – Yoshiaki Yatsu (5), The Great Kabuki (1), & Akira Taue (1)
  - Champion Carnival (1980, 1991)
  - World's Strongest Tag Determination League (1978, 1980) – con Giant Baba
  - World's Strongest Tag Determination League (1984, 1986) – con Genichiro Tenryu
  - World's Strongest Tag Determination League (1987) – con Yoshiaki Yatsu
  - January 2 Korakuen Hall Heavyweight Battle Royal (1984)[3]
  - Champion Carnival Distinguished Service Award (1977, 1979)[4][5]
  - Champion Carnival Technical Award (1978)[6]
  - Champion Carnival Technique Award (1976)[7]
  - Champion Carnival Fighting Spirit Award (1975, 1982)[8][9]
  - World's Strongest Tag Determination League Distinguished Award (1977) - with Giant Baba
  - World's Strongest Tag Determination League Outstanding Performance Award (1982) – with Giant Baba[10]
  - World's Strongest Tag Determination League Technical Award (1983) – with Genichiro Tenryu[11]
  - World's Strongest Tag Determination League Distinguished Service Medal Award (1985) – with Genichiro Tenryu[12]
  - World's Strongest Tag Determination League Outstanding Performance Award (1988) – with Yoshiaki Yatsu[13]
  - World's Strongest Tag Determination League Special Award (1989)[14]
  - World's Strongest Tag Determination League Skill Award (1990) – with Akira Taue[15]
  - World's Strongest Tag Determination League Fighting Spirit Award (1991) – con Akira Taue[16]
- American Wrestling Association
  - AWA World Heavyweight Championship (1 vez)
- Championship Wrestling from Florida
  - NWA United National Championship (1 vez)
- NWA Detroit
  - NWA World Tag Team Championship (Detroit version) (1 vez) – con Giant Baba
- Pro Wrestling Illustrated
  - Situado en puesto No. 28 de los 500 mejores luchadores individuales durante los PWI Years en 2003
  - Situado en el puesto No. 10 de los 100 mejores equipos durante losPWI Years con Giant Baba en 2003[17]
  - Ranked No. 14 of the 100 best tag teams during the PWI Years with Genichiro Tenryu in 2003[17]
  - Ranked No. 31 of the 100 best tag teams during the PWI Years with Yoshiaki Yatsu in 2003[17]
- Professional Wrestling Hall of Fame
  - Clase del 2015[18]
- Tokyo Sports
  - Luchador del Año (1983, 1984, 1991)[19][20]
  - Technique Award (1974, 1986, 1988)[19][21]
  - Outstanding Performance Award (1975, 1976, 1981)[21]
  - Service Award (1999)[20]
  - Lifetime Achievement Award (2000)[22]
  - Tag Team of the Year (1978, 1980, 1982) con Giant Baba[19][21]
  - Tag Team of the Year (1983, 1985) with Genichiro Tenryu[19]
  - Tag Team of the Year (1989) with Yoshiaki Yatsu[19]
  - Lucha del Año (1976) vs. Rusher Kimura el 28 de enero de 1976[21]
  - Lucha del Año (1977) vs. Mil Máscaras el 25 de agosto de 1977[21]
  - Lucha del Año (1978) vs. Harley Race el 20 de enero de 1978[21]
  - Match of the Year (1980) con Giant Baba vs. Dory Funk Jr. & Terry Funk el 11 de diciembre de 1980[19]
  - Lucha del Año (1985) vs. Riki Choshu el 4 de noviembre de 1985[19]
  - Lucha del Año (1987) vs. Genichiro Tenryu el 31 de agosto de 1987[19]
  - Match of the Year (1989) vs. Genichiro Tenryu on 5 de junio de 1989[19]
- Wrestling Observer Newsletter
  - Feudo del Año (1990, 1991) vs. Mitsuharu Misawa
  - Luchador del Año (1991)
  - Wrestling Observer Newsletter Hall of Fame (Clase 1996)
  - Pelea 5 estrellas (1989) con Masanobu Fuchi & Yoshiaki Yatsu vs. Genichiro Tenryu, Samson Fuyuki & Toshiaki Kawada en New Year Giant Series: Día 17 el 28 de enero
  - Pelea 5 estrellas (1989)  vs. Genichiro Tenryu en Super Power Series: Día 18 el 5 de junio
  - Pelea 5 estrellas (1990) vs. Mitsuharu Misawa el 8 de junio
  - Pelea 5 estrellas (1990) con Akira Taue & Masanobu Fuchi vs. Mitsuharu Misawa, Toshiaki Kawada & Kenta Kobashi el 19 de octubre
  - Pelea 5 estrellas (1991) con Akira Taue y Masanobu Fuchi vs. Mitsuharu Misawa, Toshiaki Kawada y Kenta Kobashi el 20 de abril
  - Pelea 5 estrellas (1992) con Akira Taue y Masanobu Fuchi vs. Mitsuharu Misawa, Kenta Kobashi y Toshiaki Kawada el 22 de mayo